# Hamshenis
Los Hamshenis (en turco: Hemşinliler, en armenio: Համշենի), también conocidos como armenios musulmanes, es un grupo étnico de la región del Mar Negro de Turquía. Son generalmente musulmanes suníes.
Hay tres grupos principales de hamshenis:
- El Baş Hemşin (grupo occidental) reside en las aldeas montañosas de la provincia de Rize, especialmente en los distritos de Çamlıhemşin y de Hemşin.
- Hopa Hemşin (grupo oriental) toma su nombre del distrito de Hopa, abundante en ese distrito y alrededor de la ciudad de Kemalpaşa, donde este grupo conforma la mayoría de la población. Una comunidad pequeña de este grupo también vive en Kazajistán.
- Grupo del Norte: cristianos que viven en Georgia y en Rusia.

Existen diferencias importantes en ambos grupos en Turquía. La diferencia principal es lingüística; el grupo occidental habla un dialecto propio de las lenguas túrquicas, en cambio, el del este habla un dialecto antiguo del armenio conocida como Homshetsi ("la lengua de Hamshen").
Actualmente existe un renacimiento cultural entre el grupo del este.

## Enlaces externos

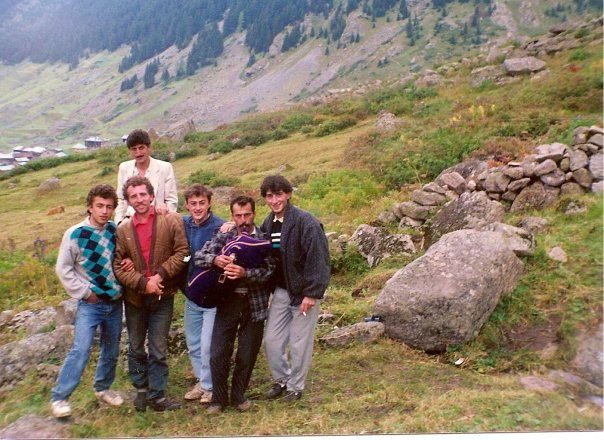
Jóvenes hamshenis junto a un músico tocando la cornamusa en la meseta de Elevit, cerca de Rize.